# Konstantin Korotkow
Konstantin Korotkow (kasachisch Константин Коротков; * 18. Juni 1961 in Ust-Kamenogorsk) ist ein ehemaliger sowjetischer Eisschnellläufer.

## Werdegang
Korotkow, der für den Trud Ust-Kamenogorsk startete, erreichte im Jahr 1983 mit dem vierten Platz im Großen Vierkampf seine beste Platzierung bei sowjetischen Meisterschaften und startete international erstmals in der Saison 1982/83. Dabei kam er bei der Mehrkampfweltmeisterschaft 1983 in Oslo auf den zehnten Platz im Großen Vierkampf. In der Saison 1983/84 belegte er bei der Mehrkampfeuropameisterschaft 1984 in Larvik den zehnten Platz im Großen Vierkampf und bei seiner einzigen Teilnahme an Olympischen Winterspielen im Februar 1984 in Sarajevo den 14. Rang über 10.000 m. Im folgenden Jahr errang er bei der Mehrkampfweltmeisterschaft in Hamar den 21. Platz im Großen Vierkampf. In seinen letzten beiden Saisons 1986/87 und 1987/88 nahm er an vier Weltcupläufen teil, wobei der zweite Platz über 5000 m in Davos sein bestes Ergebnis war.

## Erfolge

### Olympische Spiele
- 1984 Sarajevo: 14. Platz 10.000 m

### Mehrkampf-Weltmeisterschaften
- 1983 Oslo: 10. Platz Großer Vierkampf
- 1985 Hamar: 21. Platz Großer Vierkampf

### Mehrkampf-Europameisterschaften
- 1984 Larvik: 10. Platz Großer Vierkampf

## Persönliche Bestleistungen
| Disziplin | Zeit         | Datum             | Ort    |
| --------- | ------------ | ----------------- | ------ |
| 500 m     | 39,30 s      | 24. Dezember 1982 | Almaty |
| 1000 m    | 1:17,30 min  | 28. März 1985     | Almaty |
| 1500 m    | 1:55,50 min  | 30. März 1985     | Almaty |
| 3000 m    | 4:05,23 min  | 10. Januar 1987   | Davos  |
| 5000 m    | 6:52,27 min  | 17. März 1986     | Almaty |
| 10.000 m  | 14:17,61 min | 25. Dezember 1982 | Almaty |